# 中國鳥龍屬
中國鳥龍屬（屬名：Sinornithosaurus，意為「中國的鳥蜥蜴」），是種馳龍科的有羽毛恐龍，化石發現於中國的義縣組，年代為下白堊紀的中巴列姆階。中國鳥龍是第五個發現的有羽毛恐龍，並且在1999年被發現時，是最類似鳥類的有羽毛恐龍。其他馳龍科恐龍，例如伶盜龍，也被認為擁有羽毛。第一個標本發現於遼寧省的四合屯，屬於義縣組的九佛堂地層，地質年代約1億2450萬年前。其他標本發現於遼寧省的大王仗子地層，地質年代較年輕，約1億2200萬年前。
徐星等人敘述了中國鳥龍，並提出種系發生學的研究，認為牠們是種原始的馳龍科動物。徐星也提出牠們的頭部與肩膀非常類似始祖鳥與其他鳥翼類。這兩個特徵可證實最早期的馳龍類較像鳥類，而晚期的馳龍類比較不像鳥類。這個演化時序上的矛盾，質疑了鳥類演化自恐龍的理論。
中國鳥龍是體型最小的馳龍科恐龍之一，身長估計約90公分。

## 有羽毛的奔跑者

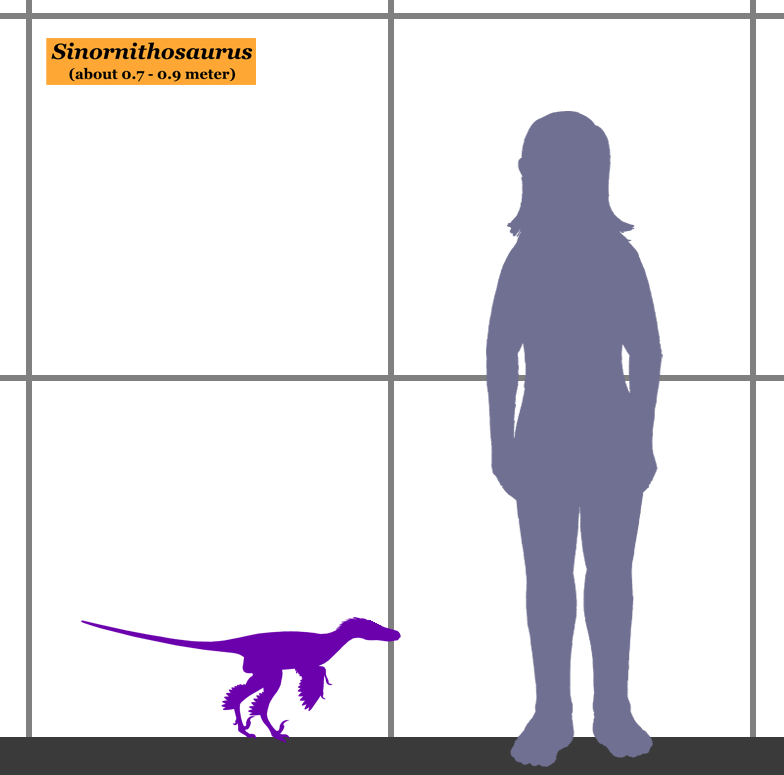
中國鳥龍與人類的體型比較圖

在中國鳥龍的標本周圍岩石都發現了羽毛的痕跡，環繞者身體與前肢。在相同地層也發現許多鳥翼類的化石，中國鳥龍與當地鳥翼類的羽毛痕跡非常類似。羽毛痕跡長3到4.5公分，由絲狀物所構成，可大致分成兩種形態，顯示它們是早期的羽毛。第一種是數條絲狀物聚合成一叢，類似現代鳥類的絨羽。第二種則分佈於前肢周圍，多叢絲狀物附著至一個主幹，類似現代鳥類的羽毛結構。然而，中國鳥龍的羽毛並沒有次要分支與小型羽支，而現代鳥類的飛羽具有這些結構，這些特徵可形成現代鳥類的分散羽片。
中國鳥龍的發現支持了鳥類飛行的「從地面起飛」理論。而「從樹上滑翔」理論則假設鳥類是從樹棲恐龍演化而來，這些樹棲恐龍從樹枝間滑翔移動。另一方面，「從地面起飛」理論則假設鳥類從奔跑恐龍演化而來，這些奔跑恐龍的羽毛具有隔熱作用，或是求偶的展示物。然而，四翼恐龍小盜龍的發現，顯示原本的鳥類演化理論過度單純化，不同的近鳥類恐龍同時發展出「從地面起飛」與「從樹上滑翔」的演化模式，並各自擁有相對應的生活方式。
除了羽毛以外，中國鳥龍可以拍打牠們的手臂，牠們是最早發現擁有類似鳥類肩帶的恐龍之一。中國鳥龍也擁有類似鳥類的骨盆與後肢，以及非常長的手臂。
「Dave」（編號NGMC - 91）的羽毛覆蓋了整副身體，包含了眼睛前方的頭部、頸部、前肢、大腿，尾巴末端則有菱形羽塊，類似始祖鳥。

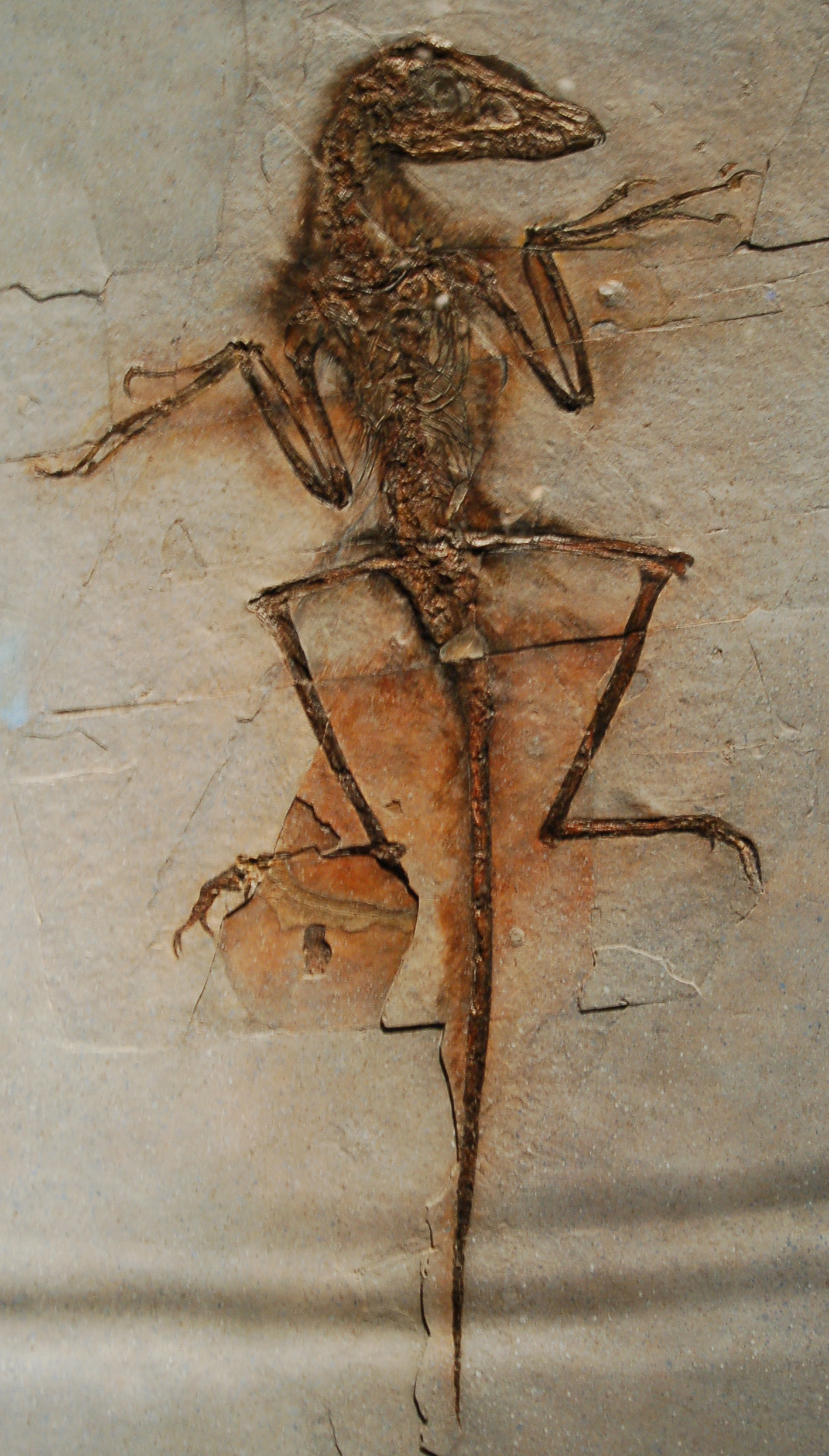
「Dave」（編號NGMC 91）是中國鳥龍的可能標本

## 分類
中國鳥龍屬於馳龍科，馳龍科是一群行動敏捷的肉食性恐龍，擁有鐮刀狀的第二趾爪，也包括恐爪龍與猶他盜龍等屬。千禧中國鳥龍生存於下白堊紀的阿普第階，約1億2500萬年前，使牠們成為最早、最原始的馳龍科恐龍之一。郝氏中國鳥龍、編號NGMC 91標本都發現於年代較晚的地層，約1億2200萬年前。中國鳥龍身上的羽毛，顯示較晚期的馳龍科可能也擁有羽毛，而非鱗片或簡易原始羽毛。
中國鳥龍目前已擁有至少兩個種。模式種是千禧中國鳥龍（S. millenii），是在1999年被敘述。第二個種是郝氏中國鳥龍（S. haoiana），是在2004年所敘述，與千禧中國鳥龍的差異在於頭顱骨與臀部的特徵。種名haoiana獻給中科院院士、古生物學家郝诒纯。一個暱稱為「Dave」的手盜龍類標本（編號NGMC 91），其保存狀態極好，可能代表中國鳥龍的第三個種，或是幼年個體。但2007年的種系發生學研究，顯示這個標本可能是小盜龍的近親。在2011年，菲力·森特（Phil Senter）提出這是因為標本的錯誤鑑定導致的結果，並將編號NGMC 91標本編入於千禧中國鳥龍。在2012年的另一份研究，也將這個標本編入於千禧中國鳥龍。

## 發現

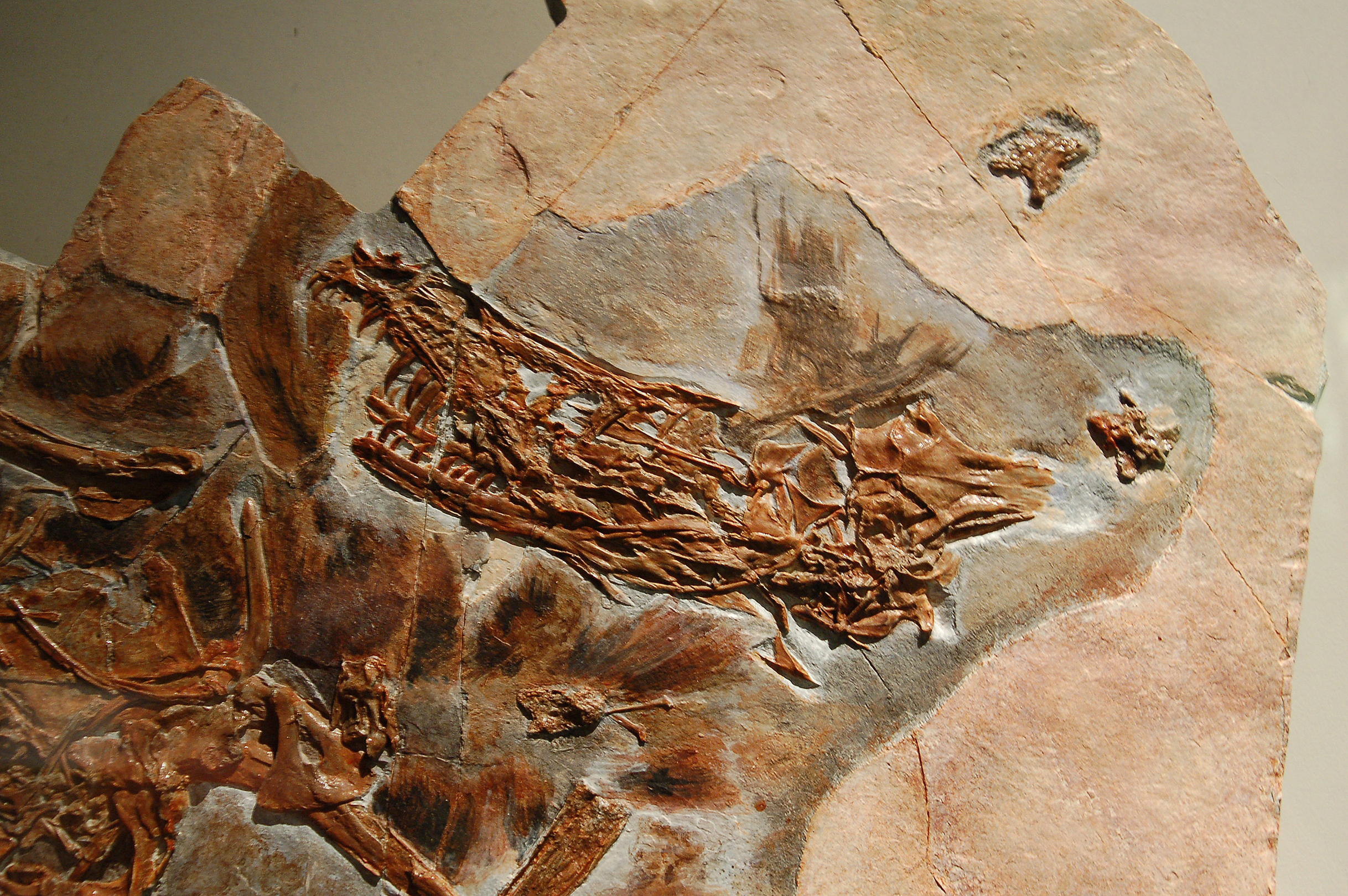
千禧中國鳥龍的正模標本

中國鳥龍是由北京中國科學院古脊椎動物與古人類研究所的徐星、汪筱林、吳肖春等人發現於中國遼寧省的義縣組。化石幾乎完整，並擁有羽毛痕跡。在中國鳥龍之前，義縣組還發現了四種有羽毛恐龍：原始祖鳥、中華龍鳥、羽龍、以及北票龍。
中國鳥龍的正模標本（編號IVPP V12811）目前存放在中國北京的古脊椎動物與古人類研究所。第二個標本（編號NGMC 91）可能是個幼年的中國鳥龍。在2001年，季強等人勉強地替NGMC 91化石標名，因為該標本的狀態雖然相當完好，但是在分開石塊時，幾乎所有的骨頭都散開了，只能辨認出石塊上的骨頭輪廓。這使科學家難以辨認該化石的特徵，無法確定牠們的歸類。這個編號NGMC 91的標本又俗稱「Dave」，發現於中國遼寧省凌源市，與模式標本的發現地相距130公里，目前存放在中國地質博物館。另外，在「Dave」的腳部附近，發現了一種魚類（狼鰭魚）的化石。

## 古生物學

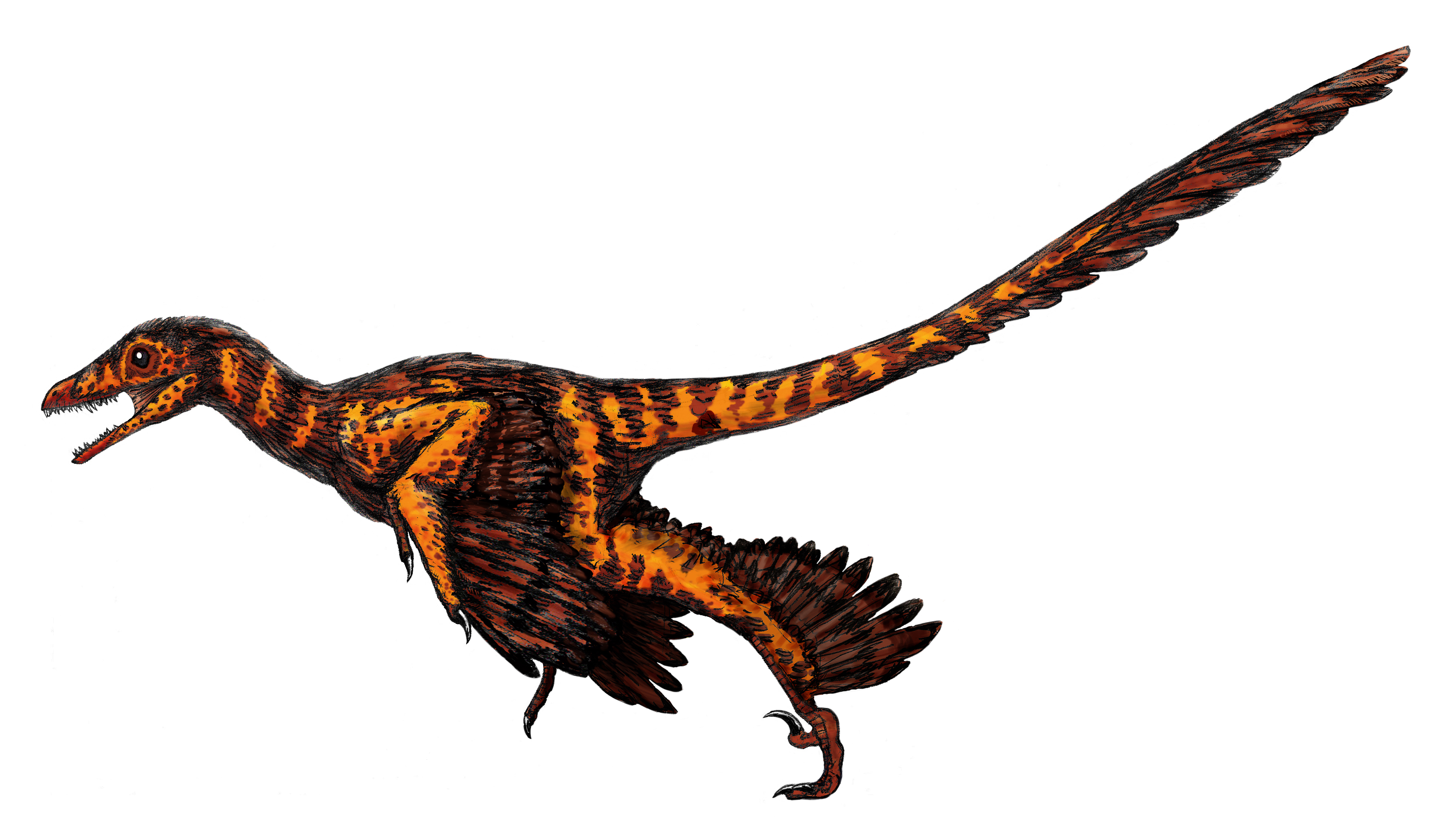
千禧中國鳥龍的想像圖

### 毒牙恐龍
在2009年，一群美國與中國科學家檢驗一個千禧中國鳥龍的顱骨，發現牠們的牙齒能夠分泌毒液，是第一個被確認的能夠分泌毒液的恐龍。研究人員發現，千禧中國鳥龍的上頜中段有長牙，後側有一條明顯的溝痕，許多現代有毒動物也具有類似的長牙。除此之外，他們還發現長牙上側的上頜骨內有帶狀空間，研究人員推測這裡可能容納類似毒腺的軟組織。
研究人員推論，千禧中國鳥龍演化出有毒腺體與長牙，並以鳥類等小型動物為食，將毒液注入獵物的體內，類似現代的蛇。他們並推測，千禧中國鳥龍的嘴部前端有微向前傾、短而尖狀牙齒，是用來剝去鳥類的羽毛。
在2010年，另一個研究團隊提出不同看法，質疑中國鳥龍並非有毒動物。牠們提出許多獸腳類恐龍也具有類似的有溝痕牙齒，例如某些馳龍科，因此這並非中國鳥龍獨有的特徵。他們也提出化石曾遭到擠壓、變形，因此齒槽也受到變形，所屬牙齒被推擠出來，因此牙齒本身並沒有特別長，而是化石化過程中的擠壓結果。最後，他們認為先前研究發現的毒腺空間，可能只是正常的鼻竇。
同年，主張中國鳥龍是有毒動物的研究人員們，在同份期刊提出他們的反駁。他們認同許多獸腳類恐龍也具有有溝痕牙齒，但僅限於有羽毛的手盜龍類；並進一步提出假設，認為原始主龍類可能已具有分泌毒液能力，而某些後期演化支仍保有這項原始特徵。他們也認同長牙並非位於原始的位置，曾在化石化過程中被移動位置，但仍表示牙齒本身就比較長。他們提出中國鳥龍的未經研究標本，牙齒呈天然狀態，則已顯示該牙齒是比較長的。

### 羽毛顏色
在2010年的一項研究，根據羽毛的顯微細胞結構，推測中國鳥龍的羽毛有明顯的不同顏色。

### 活躍時段
在2011年，科學家比較恐龍、現代鳥類與爬行動物的鞏膜環大小，提出中國鳥龍可能屬於無定時活躍性的動物，覓食、移動行為跟白天黑夜沒有正相關，只休息短暫時間。

## 大眾文化
中國鳥龍出現在BBC《恐龍星球》第二集，追捕小盜龍，另以群體合作和毒牙注射獵殺熱河龍。
2014年澳洲電影《恐龍島》中，出現一隻叫Mimos的中國鳥龍，被敘述成具有模仿任何聲音的能力，類似澳洲琴鳥，但現實中沒有證據顯示中國鳥龍能模仿聲音。

## 外部連結
- （英文）Wang, L. . Science News. March 10, 2001  [2007-09-18]. （原始内容存档于2007-07-16）.
- （英文）千禧中國鳥龍的標本特徵（页面存档备份，存于） DinoData
- （中文）科學家首次找到毒恐龍 最早在中國境內發現(圖)